# ジャイアントコーン (植物)

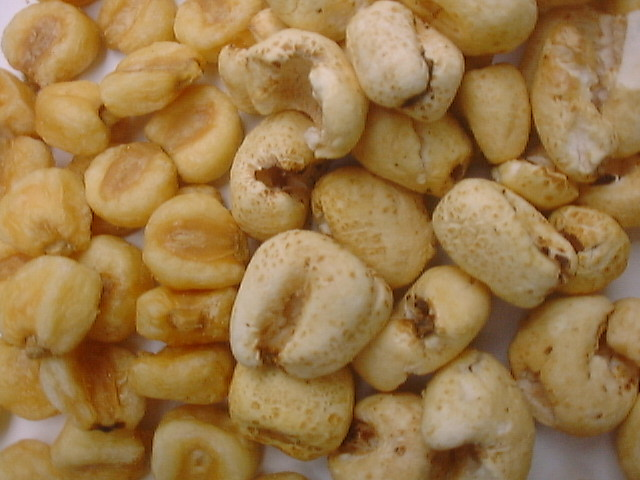
ジャイアントコーン。画像右は膨化したもの。画像左は油で揚げたもの。

ジャイアントコーン (giant corn) は、トウモロコシの一品種である。種子が白く大きい。

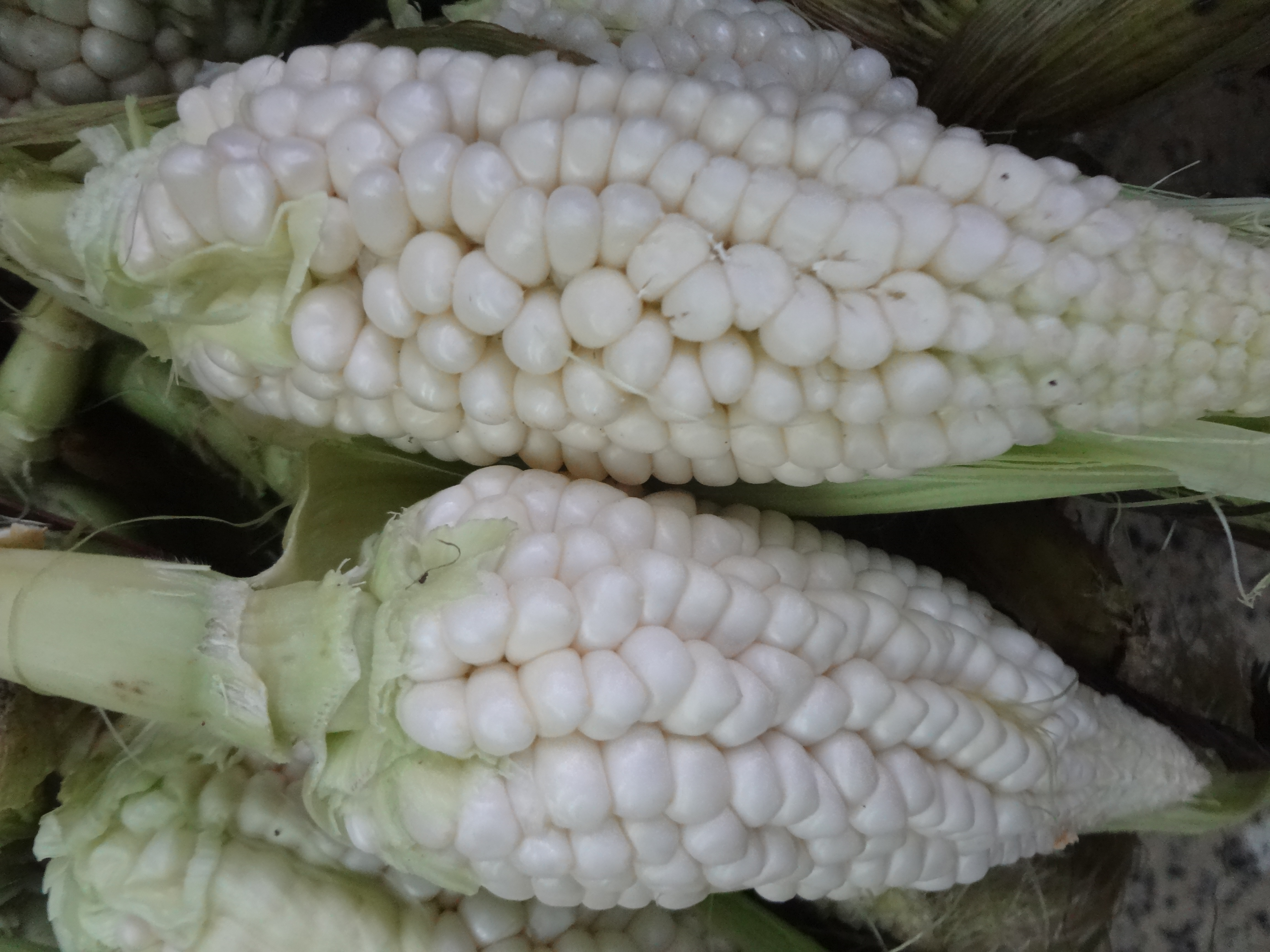
房状態のジャイアントコーン（エクアドル、キト）

## 特徴
一粒の大きさ（直径）が2cmくらいあるが、トウモロコシの房自体の大きさは普通のトウモロコシとあまり変わらない。軸が細い。甘みはあまりなく（白米より少し甘いくらい）、ややボソボソした食感がする。
ペルー中南部ウルバンバ地方の標高約3000mのごく限られた地域でのみ栽培される。

## 利用
主に南米のアンデス地方（ペルー・ボリビア・チリ）で食用とされる。現地ではチョクロ（choclo）と呼ばれている。スープに入れたり、肉料理などの添え物として用いられ、極めて庶民的な食材である。柔らかく融かしたチーズやヤホァ（サルサ）を付けて食べることも多い。アンデス地方の田舎では、保存食料とするために本種を軒先に干している。
日本では油で揚げ、塩をまぶしたものをおつまみとして食べることが多い。カシューナッツなどのナッツ類と混合し、おつまみ用のパックとしてスーパーマーケットなどで販売されている。また、爆裂種のトウモロコシはポップコーンの原料として使用されているが、本種は膨化によるポン菓子の原料としても使用されている。